# 八帶下美鮨
八帶下美鮨，又稱間帶石斑魚、八帶石斑魚、擬正石斑魚，為輻鰭魚綱鱸形目鱸亞目鮨科的其中一個種。

## 分布
本魚分布於印度西太平洋區，包括東非、日本、台灣岛、日本、澳洲等海域。

## 深度
水深40至383公尺。

## 特徵
本魚體呈黑褐色或黑灰色，橢圓形，側扁而粗壯，體側有8條寬闊之暗黑色橫帶，尾柄處之橫帶最寬闊。眼小，短於吻長。口大；上下頜前端具小犬齒或無，兩側齒細尖。臀鰭之第三枚硬棘最長。背鰭有硬棘11枚、軟條13至14枚；臀鰭有硬棘3枚、軟條9至10枚、胸鰭圓形，中央之鰭條長於上下方之鰭條，且長於腹鰭。體長可達130公分。

## 生態
為稀有的石斑魚，主要棲息於水深100公尺的岩石區，以底生動物及魚類為食。

## 經濟利用
為美味的食用魚，可以紅燒、清蒸。